# تقارير أينزاتسغروبن
قالب:Infobox holocaust eventقالب:Infobox holocaust event

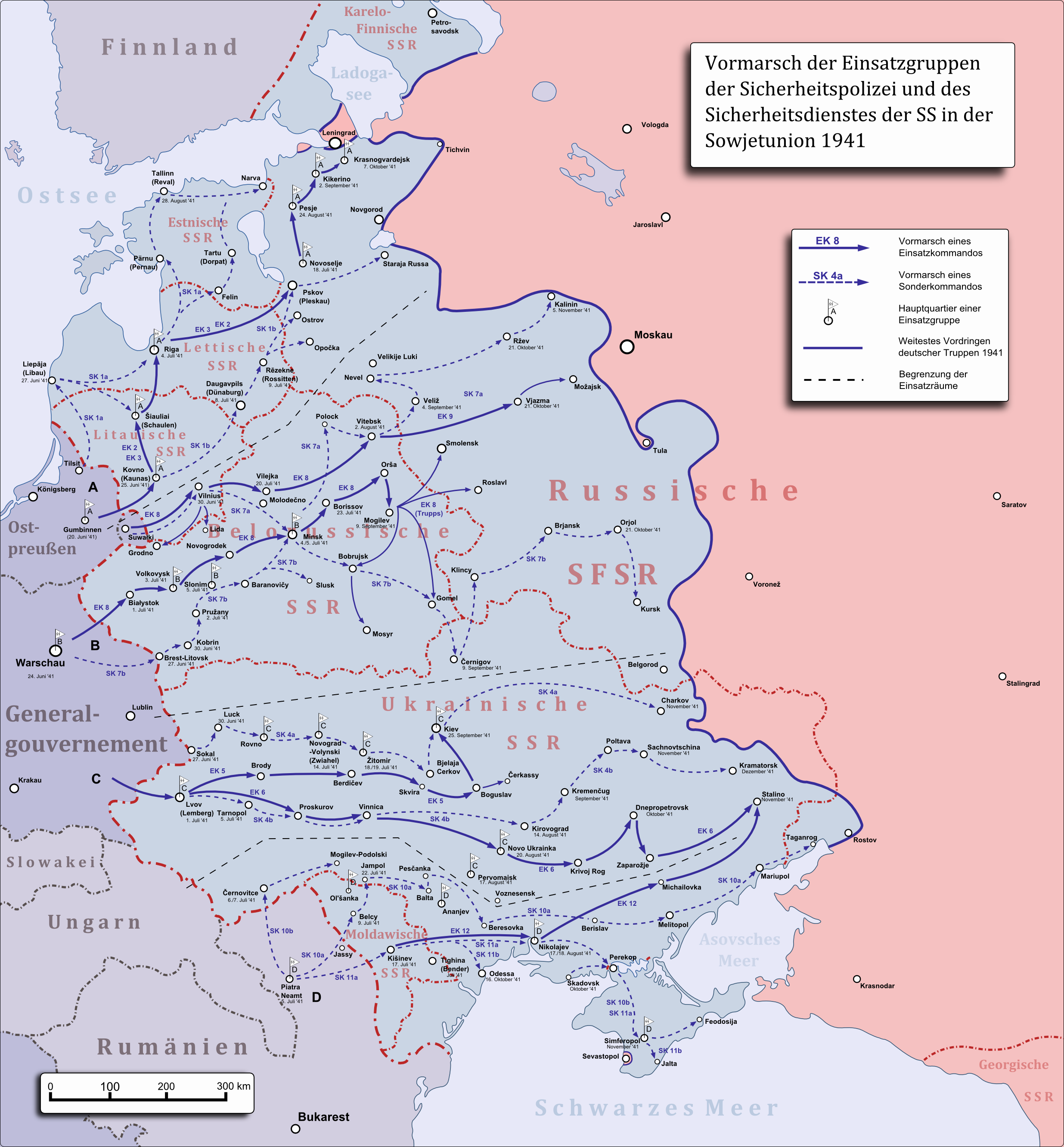

تقارير الوضع التشغيلي لأينزاتسغروبن ( OSR )، أو ERM (بالألمانية: Die Ereignismeldung UdSSR)  (صيغة الجمع: Ereignismeldungen)، كانت عبارة عن برقيات من فرق الموت النازية ( أينزاتسغروبن)، والتي وثقت تقدم المحرقة وراء الحدود الألمانية السوفيتية في سياق عملية بارباروسا، أثناء الحرب العالمية الثانية. تم إرسال التقارير بين يونيو 1941 و أبريل 1942 إلى رئيس شرطة الأمن والشرطة الأمنية الألمانية (بالألمانية: Chef des Sicherheitspolizei und SD) في برلين، من الأراضي الشرقية المحتلة بما في ذلك بولندا الحديثة، روسيا البيضاء، أوكرانيا، روسيا، مولدوفا، ودول البلطيق. خلال محاكمات جرائم الحرب في نورمبرغ، تم تجميع النسخ الأصلية وفقًا للسنة والشهر وفهرستها باستخدام نظام ترقيم متتالي، كما هو موضح في الجدول أدناه. الصور الأصلية محفوظة في الأرشيف الوطني بواشنطن العاصمة. 

## خلفية
في أعقاب عملية بارباروسا، خلال الأسابيع الخمسة الأولى من إطلاق النار، استهدفت فرق أينزاتسغروبن اليهود الذكور في المقام الأول. تغير هذا في 29 يوليو 1941، عندما انتقد راينهارد هايدريش نفسه، في مقالة في اجتماع لقوات الأمن الخاصة في Vileyka (البولندية Wilejka)، قادتهم بسبب انخفاض أرقام الإعدام. لذلك، أُمر بإشراك النساء والأطفال اليهود في جميع عمليات إطلاق النار اللاحقة. حدثت أو عملية قُتل لنساء وأطفال مع الرجال في 30 يوليو 1941 في فيليكا.
لم يكن أينزاتسغروبن التشكيل الوحيد المكلف بالقتل الجماعي. وشملت التشكيلات الأخرى كتائب شرطة النظام (اربو) المشاركة بالتساوي في القتل الجماعي لليهود البولنديين والسوفيات بغض النظر عن أعمارهم وجنسهم،  بما في ذلك في أراضي بولندا التي كان يحتلها السوفيت سابقًا (انظر مذبحة الجمعة الحمراء)، ودول البلطيق، وفي الاتحاد السوفياتي.  تم قتل أعداد كبيرة من النساء والأطفال وراء جميع الخطوط الأمامية ليس فقط من قبل الألمان ولكن أيضًا من قِبل كتائب الشرطة المساعدة الأوكرانية والليتوانية.  وقع أكبر إطلاق نار جماعي على اليهود السوفيت في 29 سبتمبر 1941، في واد بابي يار بالقرب من كييف، حيث تم إطلاق النار على 33771 يهوديًا من جميع الأعمار (تقرير الحالة رقم 101). 

## التقارير الألمانية الأصلية
بعد الحرب العالمية الثانية، تم تجميع التقارير وترقيمها بواسطة الحلفاء لتلخيص محتواها. تم إرسال الكبلات الألمانية الفعلية بتسلسل مختلف بما في ذلك بواسطة أينزاتسغروبن إيه ( أينزاتسغروبن – إيه) الملحق بمجموعة الجيوش الشمالية، أينزاتسغروبن بي ( أينزاتسغروبن – بي) الملحق بمجموعة الجيوش الوسطى، أينزاتسغروبن سي ( أينزاتسغروبن-سي) المرفق مع مجموعة الجيش الجنوبية وأينزاتسغروبن دي ( أينزاتسغروبن – دي) الملحقان بالجيش الحادي عشر.  في التقارير، الفردية  أينزاتسغروبن UdSSR (التقارير الصباحية) اختصار EM، من  أينزاتسغروبن – إيه تظهر في 103 أماكن مختلفة. تظهر التقارير الواردة من  أينزاتسغروبن – بي في 64 التعرف الضوئي على الحروف (حسب ترتيب الحلفاء). يتم سرد تقارير  أينزاتسغروبن-C في 77 من تقارير مختلفة، والتقارير من  أينزاتسغروبن-دي (مع أقل تمثيل في المصدر) واردة في 63 تقرير. في بعض الأحيان، تظهر فجوات كبيرة بين التقارير الفردية ، بسبب ضيق الوقت أو غيرها من المضاعفات بما في ذلك خطوط الهاتف المكسورة في الشرق.  وعلى وجه الخصوص، في تقرير الوضع التشغيلي رقم 19 ، تم تغيير  أينزاتسغروبن سي إلى  أينزاتسغروبن بي والعكس بالعكس، مما يخلط بين التقارير الأخرى عن أعمال إطلاق النار.
تتوفر مجموعة التقارير التالية في الترجمة الإنجليزية. مجموعة كاملة من التقارير متاحة باللغة الألمانية.  